# Готешть (Румунія)
Готешть, Готешті (рум. Gotești) — село у повіті Хунедоара в Румунії. Входить до складу комуни Рекітова.
Село розташоване на відстані 298 км на північний захід від Бухареста, 34 км на південний захід від Деви, 147 км на південний захід від Клуж-Напоки, 113 км на схід від Тімішоари.

## Населення
За даними перепису населення 2002 року у селі проживали 3 особи.